# Stary Oskol
Stary Oskol (tiếng Nga: Старый Оскол) là một thành phố Nga, cự ly 618 kilômét (384 mi) về phía nam Moscow, bên sông Oskol. Thành phố này thuộc chủ thể Belgorod Oblast. Thành phố có dân số 215.898 người (theo điều tra dân số năm 2002. Đây là thành phố lớn thứ 87 của Nga theo dân số năm 2002. Dân số qua các thời kỳ: 221.085 (điều tra năm 2010);  215,898 (Điều tra dân số 2002); 173,917 (Điều tra dân số năm 1989).
Thành phố này là thủ phủ của huyện Starooskolsky. 